# Очилата зеленушка
Очилатата зеленушка (Symphodus ocellatus) е вид лъчеперка от семейство Labridae.

## Разпространение
Видът е разпространен в Албания, Алжир, Босна и Херцеговина, България, Гибралтар, Гърция (Егейски острови и Крит), Европейска част на Русия, Египет (Синайски полуостров), Израел, Испания (Балеарски острови и Северно Африкански територии на Испания), Италия (Сардиния и Сицилия), Кипър, Либия, Ливан, Малта, Мароко, Монако, Румъния, Сирия, Словения, Тунис, Турция, Украйна (Крим), Франция (Корсика), Хърватия и Черна гора.